# Máel Dúin mac Áedo
Máel Dúin mac Áedo était un roi de Munster (en irlandais : Muman), l'un des cinq royaumes d'Irlande, qui vivait à la fin du VIIIe siècle. Il appartenait à la famille des Eóganacht Locha Léin, une branche du clan des Eóganachta descendant de Caipre Luachra mac Cuirc, fils de Corc mac Luigthig, le fondateur de Cashel au milieu du IVe siècle. Caipre Luachra était un descendant à la 6e génération d'Éogan Mór, l'ancêtre de tous les Eóganachta. 

## Biographie
Fils d'Áed Bennán et petit-fils d'un certain Conaing (ou Conac) fils de Cummíne, il était l'arrière-arrière-petit-fils d'Áed Bennán mac Crimthainn, un roi de Íarmumu, la partie occidentale du Muman, dont le règne sur l'ensemble du territoire de Muman est controversé. 
Il y a également débat au sujet du règne de Máel Dúin dans les annales irlandaises. 
Il est attesté qu'il régna a minima sur le royaume de Íarmumu, comme l'indiquent à sa mort les Annales d'Ulster et les Annales des quatre maîtres, qui le qualifient de roi de Íarlúachair (une autre désignation de Íarmumu). Toutefois, les Annales d'Inisfallen le qualifient bien, au même moment, de roi de l'ensemble de Muman. 
De plus, les Annales des quatre maîtres, tout comme les Annales de Tigernach, le qualifient de roi de Muman lors de son apparition dans l'histoire à la faveur de sa victoire remportée en 757 contre Cumascach, roi des Ui Failghe, qui trouva la mort dans cet engagement. On ignore cependant comment les Annales de Tigernach le qualifiaient à sa mort, celles-ci présentant une longue lacune s'étendant de 766 à 974. 
Il n'est évidemment pas présent dans le Chronicon Scotorum ou les Annales fragmentaires qui souffrent d'une lacune entre, respectivement, 722 et 804, d'une part, et entre 735 et 851, d'autre part, mais Máel Dúin est cité dans les Laud Synchronisms parmi les rois de Cashel, juste avant Artrí mac Cathail, sans indication toutefois quant à la durée de son règne. 
Celui-ci fut apparemment contesté de l'intérieur, affaiblissant le pouvoir royal et entraînant plusieurs interventions étrangères. 
En 766, en effet, les Uí Fhidgeinte et les Araid Cliach du comté de Limerick (dans le nord-ouest du Muman) infligèrent à Máel Dúin une défaite à Brega (Énboth Breg). 
En 775, pour des motifs inconnus, le Haut-Roi Uí Néill Donnchad Midi mac Domnaill rassembla une armée et marcha sur le Muman qu'il dévasta, puis poursuivit son agression l'année suivante, où les armées des Uí Néill remportèrent une victoire sanglante dans un lieu non cité. 
En 779, lors d'une rencontre dont on ignore l'enjeu, local ou plus important, périt Fergal fils d'Éladach, roi de Desmumu (le sud du Muman), de la branche des Eóganacht Raithleann, Breislén de Béirre († en 799, et maître d'un petit royaume situé dans la péninsule de Beara, à l'extrême sud du Muman) remportant la victoire. 
Enfin, vers 785, Tipraite fils de Tadhg, roi du Connacht (entre 782 et 786), vainquit les Ui Fiachrach à la bataille de Muad (sur le fleuve Moy), dans le nord de son royaume, avant de se retourner contre le Muman. 
Máel Dúin mourut l'année suivante, peu de temps avant ce dernier adversaire. 
Sa succession fut aussi confuse que son règne. Il est possible qu'Ólchobar mac Duib-Indrecht, de la branche des Eóganacht Áine, lui ait succédé en 786, mais celui-ci est seulement qualifié d'« héritier royal de Muman » à sa mort, en 805, dans les Annales d'Innisfallen. Les Laud Synchronisms lui donnent comme successeur Artrí mac Cathail (qualifié d'un règne de 20 ans), qui est également le seul roi de Muman cité dans les annales. Il est aussi possible que ce dernier ait succédé à Ólchobar en 793, celui-ci devenant alors héritier du royaume.